# Адвани, Киара
Киара Адвани (англ. Kiara Advani; род. 31 июля 1992) — индийская актриса, которая в основном снимается в фильмах на хинди.

## Биография
Родилась в семье  Джагдипа Адвани,  бизнесмена-индуса, и Женевьевы Джаффри, педагога, чей отец был мусульманином из Лакхнау, а мать – шотландского, ирландского, португальского и испанского происхождения.
Своё родное имя, Алия, сменила на Киару незадолго до выхода своего дебютного фильма «Ужасно до чёртиков»  по совету Салмана Хана. Дело в том, поскольку в то время уже вовсю сияла звезда Алии Бхатт. В интервью Filmfare в 2019 году Адвани сказала, что псевдоним  был  вдохновлён фильмом Сиддхарта Ананда «Незнакомец и незнакомка», где персонаж Приянки Чопры носил это имя. 
В 2018 году снялась в клипе индийского исполнителя  Йо Йо Хани Сингха на песню Urvashi.
В феврале 2023 года вышла замуж за актёра Сидхарта Мальхотру.

## Награды
| Год  | Премия            | Категория     | Фильм           | Прим.  |
| ---- | ----------------- | ------------- | --------------- | ------ |
| 2019 | Zee Cine Awards   | Открытие года | Видение Бхарата | [ 11 ] |
| 2019 | Asiavision Awards | Звезда года   |                 | [ 12 ] |